# Čí je vlastně Homer?
Čí je vlastně Homer? (v anglickém originále Homer's Paternity Coot) je 10. díl 17. řady (celkem 366.) amerického animovaného seriálu Simpsonovi. Scénář napsal Joel H. Cohen a díl režíroval Mike B. Anderson. V USA měl premiéru dne 8. ledna 2006 na stanici Fox Broadcasting Company a v Česku byl poprvé vysílán 27. ledna 2008 na stanici ČT2.

## Děj
Když jede Marge po dálnici na nákup, najde mýtnou bránu, ale spolu s dalšími obyvateli Springfieldu raději jede po přilehlé lesní cestě, aby se vyhnula placení. O týden později starosta Quimby umístí na silnici hroty na pneumatiky a zablokuje lesní cestu, protože potřebuje peníze na „odplombování“ městské kašny. Když Marge přijde k bráně, odmítne zaplatit a couvá, čímž způsobí propíchnutí pneumatik mnoha autům a pneumatiky jsou posléze zapáleny. Žár a kouř z nich roztaví led na hoře Springfield a odhalí 40 let zamrzlého pošťáka. Jeho dopisy obsahují mnohá odhalení a jeden z nich je doručen Homerově matce Moně Simpsonové. Je od jejího bývalého přítele – plavčíka, jehož jméno začíná na M, který píše, že pokud Mona na dopis odpoví, vybrala si ho, a pokud ne, rozhoduje se zůstat se svým manželem Abem, a že tak jako tak ví, že dítě, které čeká, je jeho. 
Homer přemýšlí, kdo je ve skutečnosti jeho biologický otec, a tak se vydá do knihovny, aby se podíval do knihy Plavčíci Springfieldu ve dvacátém století. Jediná osoba, jejíž jméno tam začíná na M, je Mason Fairbanks. Homer se vydá k němu domů a vydává se za reportéra, ale nakonec přizná, že si myslí, že je jeho otec, čímž je Mason potěšen. Vezme rodinu Simpsonových na projížďku na své lodi a vypráví jim příběh o ztraceném smaragdovém pokladu Piso Mojado, který na ně udělá dojem. Když se však vrátí domů, děda Masona rozzlobeně obviní, že se mu pokusil ukrást ženu a teď se snaží ukrást i jeho rodinu, a je zarmoucený, že Homera vůbec napadne, že by Mason mohl být jeho skutečným otcem. Nechají si udělat test DNA a po napínavém čekání se Homer s nadšením dozví, že jeho skutečným otcem je Mason Fairbanks. 
Zatímco Marge, Bart, Líza a Maggie mají trapnou, neradostnou návštěvu u dědečka, Mason a Homer jsou pod vodou v ponorkách a hledají ztracený poklad. Homer se od Masona oddělí a sleduje malé světlo v domnění, že je to on. Ve skutečnosti je to svítící ryba a Homer uvízne v korálu. Jakmile mu začne docházet kyslík a on začne ztrácet vědomí, vidí dojemné vzpomínky na sebe a Abea. Po třech dnech v kómatu se Homer probouzí v nemocnici, vypráví Abeovi o svých vzpomínkách a říká, že Abea považuje za svého skutečného otce. Abe pak prozradí, že vyměnil štítky na vzorcích DNA poté, co viděl, jak je Homer s Masonem šťastný, a oba se společně obejmou.

## Přijetí
Ve Spojených státech díl během premiéry sledovalo 10,1 milionu diváků.
Patrick D. Gaertner ze serveru Puzzled Pagan napsal: „Tahle epizoda mě strašně štve. Je to další z těch dílů, které představí novou postavu, která radikálně změní utváření světů těchto postav, a pak se to rychle zamete pod koberec. A budu upřímný, to, že má Homer nového otce, je mnohem horší než to, že se z ředitele Skinnera vyklube někdo jiný. Ale kromě té otravné struktury, kterou nemůžu vystát, je tahle epizoda prostě opravdu nepříjemná. Homer se celou dobu chová jako naprostý kretén, který se tak rád vykašle na Abea a dělá, jako by pro něj nic neznamenal. Protože i kdyby byl Mason ve skutečnosti Homerův biologický otec, Abe ho sakra vychoval! Abe pro Homera udělal všechno a on ho jen tak odhodil, jako by byl odpad. Jo, Homer se tuhle lekci dozví až v poslední vteřině epizody, ale i tak je to hrozně nepříjemné. Kolikrát jsme ještě měli vidět dědu smutně sedět, zatímco mu Homer říkal, jak moc se ho chce zbavit? Je to prostě nechutné a opravdu mi to vadilo.“.
Ryan J. Budke z TV Squad hodnotí díl silně pozitivně a cituje jeho nápaditost a kouzlo. Označuje jej za vtipnou epizodu s velkým srdcem a cituje jej jako skvělou epizodu, když jej srovnává se svým další oblíbeným dílem Děvče, které spalo příliš málo.